# Сент-Джозеф (Іллінойс)
Сент-Джозеф (англ. St. Joseph) — селище (англ. village) в США, в окрузі Шампейн штату Іллінойс. Населення — 3810 осіб (2020).

## Географія
Сент-Джозеф розташований за координатами 40°6′53″ пн. ш. 88°2′8″ зх. д. / 40.11472° пн. ш. 88.03556° зх. д. (40.114713, -88.035620).  За даними Бюро перепису населення США в 2010 році селище мало площу 5,54 км², з яких 5,49 км² — суходіл та 0,05 км² — водойми.

## Демографія
Згідно з переписом 2010 року, у селищі мешкало 3967 осіб у 1482 домогосподарствах у складі 1122 родин. Густота населення становила 716 осіб/км².  Було 1522 помешкання (275/км²).
Расовий склад населення:
| - 97,1 % — білих - 0,5 % — азіатів - 0,4 % — чорних або афроамериканців - 0,1 % — корінних американців |

До двох чи більше рас належало 1,2 %. Частка іспаномовних становила 2,4 % від усіх жителів.
За віковим діапазоном населення розподілялося таким чином: 29,4 % — особи молодші 18 років, 59,9 % — особи у віці 18—64 років, 10,7 % — особи у віці 65 років та старші. Медіана віку мешканця становила 35,8 року. На 100 осіб жіночої статі у селищі припадало 90,4 чоловіків;  на 100 жінок у віці від 18 років та старших — 88,3 чоловіків також старших 18 років.
Середній дохід на одне домашнє господарство  становив 73 761 долар США (медіана — 68 365), а середній дохід на одну сім'ю — 82 010 доларів (медіана — 75 898). Медіана доходів становила 52 234 долари для чоловіків та 45 861 долар для жінок. За межею бідності перебувало 4,7 % осіб, у тому числі 4,4 % дітей у віці до 18 років та 0,0 % осіб у віці 65 років та старших.
Цивільне працевлаштоване населення становило 2180 осіб. Основні галузі зайнятості: освіта, охорона здоров'я та соціальна допомога — 31,4 %, роздрібна торгівля — 14,1 %, науковці, спеціалісти, менеджери — 11,4 %, виробництво — 10,0 %.